# フィクションにおける冥王星

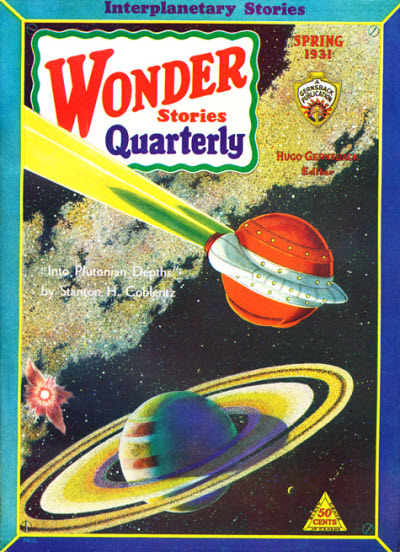
季刊『ワンダー・ストーリーズ・クォータリー』1931年春号の表紙、スタントン・A・コブレンツ著『Into Plutonian Depths』掲載。

本項ではフィクションにおける冥王星（フィクションにおけるめいおうせい）について解説する。
冥王星は1930年に発見されたが発見して間もなくから稀ではあるがフィクション作品の設定に登場していた。当時は新しく発見された他・太陽系の最も外側にあると考えられていたため、初期は比較的人気があり天王星・海王星よりかは登場する回数が多かったが、それでも他の惑星と比べると少なかった。
地球外生命、時に宇宙人、時に地球全体がよく冥王星をモチーフとした作品に登場し、多くは冥王星において人間の居住地は時々にしか現れないのだが、太陽系を巡る旅などにおいて出発点か終着点であることが多い。設定において冥王星はもともとは太陽系外の惑星であっただとか、破壊された惑星の残骸であっただとか、あるいは完全な人工の惑星であったりと、さまざまに描かれてきた。また冥王星の第1衛星かつ冥王星最大の衛星であるカロンも作品数は少ないが姿を見せている。

## 冥王星
冥王星は1930年にクライド・トンボーによって発見され、それ以来フィクションに比較的時々といった割合で登場している。1998年にエヴリット・ブライラーとリチャード・ブライラーによって編纂された参考図書『Science-Fiction: The Gernsback Years』の「初期SF作品カタログ」において冥王星が登場するフィクション作品は全1835作品中21作品しかないと記されており 、それに反して火星は194作品、金星は131作品であった。この内容について、リチャード・L・マッキニーは「未踏の領域（unexplored territory）」と『The Greenwood Encyclopedia of Science Fiction and Fantasy』という書籍で述べている。またSF学者であるゲイリー・ウェストファールはこれについて準惑星の過酷な環境条件が、SF作家が話の舞台として使うのに魅力を感じなかったと推測している。マッキニーはそれでも予想以上に登場回数が多いと記述しており、ブライアン・ステイブルフォードも『The Dictionary of Science Fiction Places』の中で「冥王星はフィクションにおける天王星や海王星よりも登場頻度が高く、また多様である」とコメントしている他、そしてそれに一致する『Science-Fiction: The Gernsback Years』の数値は9と18であったとしている。それに加えステイブルフォードは『The Encyclopedia of Science Fiction』を例とし当時の冥王星が太陽系の一番外側にある惑星であると考えられていたためこの結果になったと分析している。ステイブルフォードは『Science Fact and Science Fiction: An Encyclopedia』の中でパルプ時代中のSFにおける冥王星の人気は、「当時発見されたばかり」ということによって高まっていったとも話しており、ウェストファールは、大きさと組成の点で地球に似ていることが、生命の住処として比較的一般的に描かれる一因となったと書いている。

### 初期の描写
冥王星が登場する最も古い物語は、スタントン・A・コブレンツの1931年の風刺小説『Into Plutonian Depths』で、冥王星に存在する高度な文明が描かれている。他に冥王星が登場する最も古い物語と呼ばれるものにはハワード・フィリップス・ラヴクラフトの『闇に囁くもの』がある。また冥王星が発見される以前にも、海王星の軌道を超えた惑星がドナルド・W・ホーナーの1912年の小説『Their Winged Destiny』に登場していた。他の初期の冥王星が登場する作品にはスタンリイ・G・ワインボウムによる1935年の短編小説『The Red Peri』において宇宙海賊の本拠地として登場、冥王星への最初の探検を描いたウォレス・ウェストによる1936年の短編小説『En Route to Pluto』や、ジャック・ウィリアムスンによる宇宙軍団シリーズの一作品『The Cometeers』がある。

### 冥王星の生活
冥王星がモチーフとなった話において地球外生命が登場する場合は多いのだが、それには宇宙人も含まれる。例えば、『Into Plutonian Depths』のヒューマノイドの文明、『En Route to Pluto』のエキゾチックな霧の怪物、『The Red Peri』には水晶の生命体が登場する。E・E・スミスの1950年の小説『First Lensman』では他の場所から来たエイリアンが冥王星に定住し、ロバート・A・ハインラインの1958年の小説『Have Space Suit-Will Travel』では、冥王星を基地として使用している。ロバート・シルヴァーバーグによる1970年の小説『World's Fair 1992』では宇宙生物学的な冥王星探検が描かれており、グレゴリー・ベンフォードとポール・A・カーターによる1988年の小説『Iceborn（別名：Proserpina's Daughter）』などでは冥王星の複雑な生態圏が描かれている。ちなみにIcebornは、天文学者のアンドリュー・フラクノイがまとめた、冥王星の生活形態を比較的もっともらしく描いた作品のリストの中に、ロバート・シルヴァーバーグの1985年の短編小説『Sunrise on Pluto』やスティーヴン・バクスターの1995年の短編小説『Gossamer』などと並んで含まれている。
冥王星での人間の生活はあまり描かれない。だけれども、ジョージ・O・スミスの1944年の短編小説『Circle of Confusion』においては冥王星はテラフォーミングされて描かれている他、アルジス・バドリスの1958年の小説『Man of Earth』においては冥王星への宇宙移民が行われている。多く一般的にはウィルスン・タッカーによる1960年の小説『To the Tombaugh Station』などのようにキャラクターが冥王星を目的地とし、それを達成するという物語はある。また太陽系の当時の最終地点であることからドナルド・A・ウォルハイムによる1959年の小説『The Secret of the Ninth Planet（なぞの第九惑星）』、他に冥王星が出発地点となる作品にはキム・スタンリー・ロビンソンの1985年の小説『The Memory of Whiteness』がある。また、ハインラインの1959年の小説『Starship Troopers』では研究用施設のある場所として登場し、ラリー・ニーヴンの1968年の短編小説『Wait it Out（待ちぼうけ）』では宇宙飛行士が冥王星に取り残されている。彼らは氷漬けになったまま、意識を保ち続けている。

### 起源
フィクションにおいて冥王星の起源については様々な説がある。その内では例えば「以前海王星の衛星であった」だとか「破壊された惑星のくず」などがある。レスリー・F・ストーンによる1934年の短編小説『The Rape of the Solar System』では「昔小惑星だったものが冥王星」だと、『The Secret of the Ninth Planet』では「冥王星はもともと太陽系外にあった」のだと、クリフォード・D・シマックによる1973年の短編小説『Construction Shack』では「冥王星は人工物」とされている。

### 以後の冥王星の描写
キム・スタンリー・ロビンソンによる1984年の小説『Icehenge』では冥王星でサンスクリット語で書かれたストーンヘンジに似た人工の遺跡が発見されその起源を探る物語が展開される。チャールズ・シェフィールドによる1997年の小説『Tomorrow and Tomorrow』では人体冷凍保存用のストレージとして冥王星が使われ、グレゴリー・ベンフォードによる2005年の小説『The Sunborn』を見てみると謎の温度上昇が発生している。そんな中2006年に冥王星は惑星から準惑星に再分類される。この話題は後にリース・ヒューズによる2011年の小説『Young Tales of the Old Cosmos』で取り上げられた。また少々話は変わるが、冥王星は小説だけでなくテレビシリーズ『ドクター・フー』や様々なコミック本にも登場する。

## カロン
冥王星の衛星であるカロンは1977年に発見され、フィクションにおいてもカロンはコリン・グリーンランドによる1990年の小説『Take Back Plenty』とロジャー・マクブライド・アレンによる『The Ring of Charon』、そしてそれぞれの続編に舞台として登場した。またリック・ゴーガーによる1987年の小説『Charon's Ark』はカロンが「地球から先史時代の生命体を運んできたエイリアンの世界船」という設定で登場した。ラリー・ニーヴンとブレンダ・クーパーによる2003年の短編小説『The Trellis』ではカロンは植物の巨大な繊維によって冥王星にくっついていることになっている。ビデオゲームのシリーズであるMass Effectでは、カロンは星間の旅行の中継基地として登場している。